# 山田法子
山田 法子（やまだ のりこ、1983年5月25日 - ）は、熊本県を中心に活動するフリーアナウンサー。

## 来歴・人物
TBSアナウンススクール出身（2005年度合格）、大学卒業後の2006年RKKに入社。
趣味は読書、アロマ、人と会うこと、ショッピング、特技はテニス、いつでも何処でも瞬時に眠ることができること。座右の銘は「感謝」。女性としては比較的長身である。
2009年6月23日、プロサッカー選手（当時J2・ロアッソ熊本所属）の車智鎬と入籍した。
尚、遅くとも2011年迄にはRKKを退職している。

## 担当番組

### ラジオ
- ラジてん（熊本放送、2021年10月1日 - ）- 金曜担当。2025年4月以降は週代わり体制に変更。出演日の次は原則、６週後となる。
- 山田法子のねえ、きいて（熊本放送、2024年10月3日 - ）

## 過去の担当番組

### ラジオ（退職後）
- 一生&圭のSmile（熊本放送、2017年? - 2019年8月31日[4]）-アシスタント

### テレビ（退職後）
- ウェルカム（熊本放送、2015年 - 2019年3月の終了迄）
- 夕方LIVE ゲツキン!（熊本放送、2019年4月 - 2024年6月）- リポーター
- BLUEでカンパイ！（熊本放送）

### ラジオ（RKK在籍中）
- とんでるワイド 大田黒浩一のきょうも元気!（2009年4月から9月まで毎週月曜・火曜を担当。2009年10月からはタレントのえみりィーが後任を務める）
- 山崎町 おとなの時間（2008年4月7日 - 2009年9月28日、2009年10月からは野溝美子アナが後任を務める）
- サンライズカフェ
- 熊日ニュース（随時）

### テレビ（RKK在籍中）
- roasso magazine
- くまもと7ミニッツ（月 19:50 - 20:00）
- 熊日ニュース（随時）